# Stasė Samulevičienė

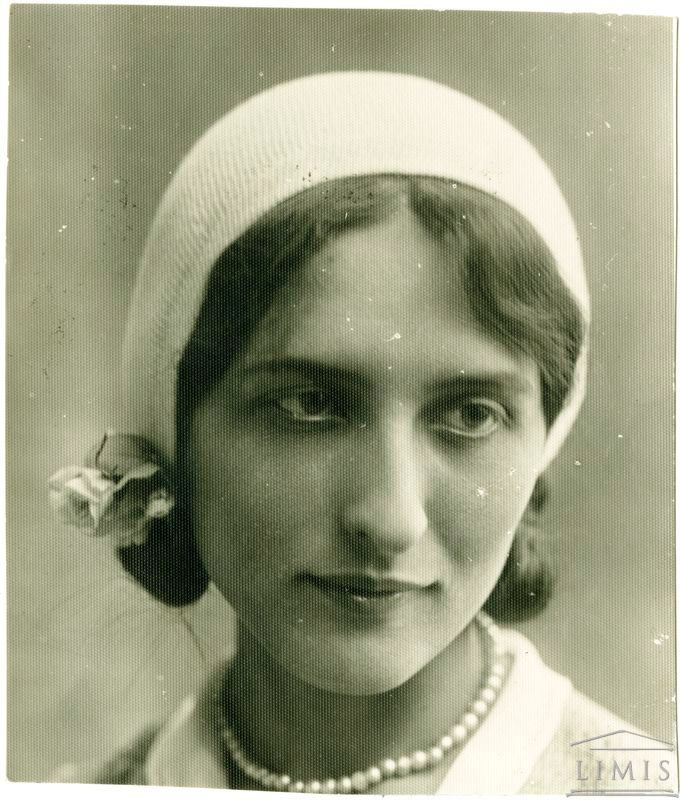
Stasė Samulevičienė um 1930

Stasė Vasiliauskaitė-Samulevičienė (* 22. Februar 1906 in Arsgir als Stasė Vasiliauskaitė; gestorben 25. Juli 1988 in Kaunas) war eine litauische Kinderbuchautorin, (Pelz-)Spielzeugherstellerin und Modell für das Ölgemälde „Eine Frau in gelb“ von Antanas Samuolis.

## Leben
Stasė Samulevičienė wurde im Nordkaukasus in eine Familie von Postbeamten geboren. In der Schulzeit lernte sie, wie man Leder und Pelze verarbeitet und arbeitete nach der Schule in einer Pelzverarbeitungsfabrik in Jessentuki. Sie lebte bis 1925 in der Region Stawropol, bis ihre Familie sich in Zarasai, Litauen, niederließ. Bis dahin sprach sie russisch und französisch. In Litauen lernte sie zusätzlich litauisch, deutsch und polnisch. Sie begann in Litauen Spielzeug, Kissen und Teppiche aus Pelz herzustellen.

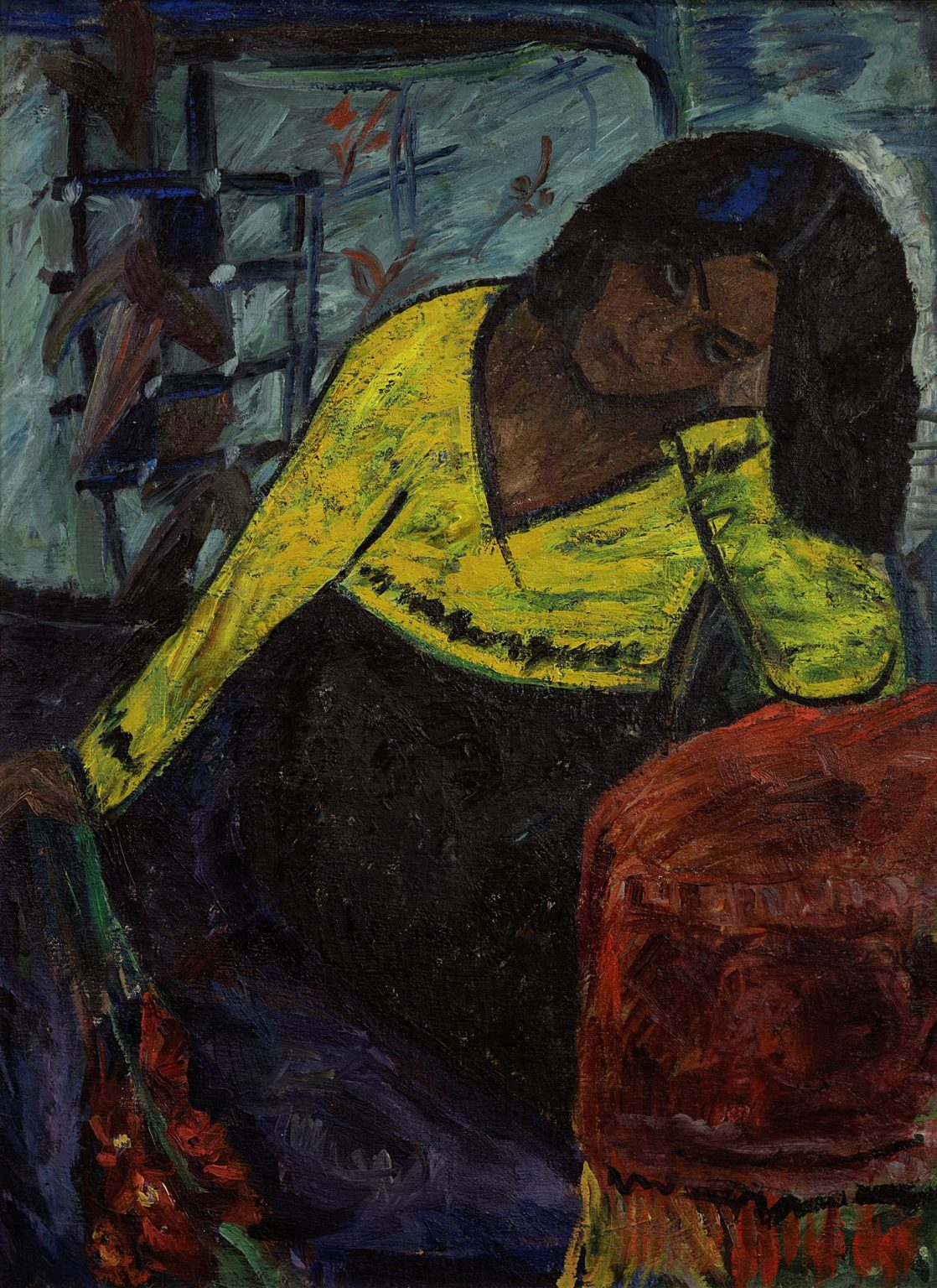
„Eine Frau in gelb“ von Antanas Samuolis, wofür Stasė Samulevičienė Modell stand

1933 nahm sie erstmals an der Zarasai landwirtschaftlichen Wanderausstellung teil und stellte dort ihre Produkte aus. Im selben Jahr heiratete sie Vaclovas Samulevičius, einen Bruder des Künstlers Antanas Samuolis-Samulevičius. Für eines der berühmtesten Werke von Antanas Samuolis, „Eine Frau in gelb“ („Geltona moteris“ auf Litauisch), stand sie Modell. Ein Jahr später zog sie mit ihrem Mann von Zarasai nach Kaunas in die Vaisių Straße. Dort wurde sie Leiterin für einen Pelzverarbeitungslehrgang an der litauischen Landwirtschaftskammer. 1937 wurde ihr Sohn Raimundas Samulevičius geboren und sie gab ihre Position bei der Landwirtschaftskammer auf, um sich um ihren Sohn und ihre Gesundheit zu kümmern. 1938 zog sie mit ihrem Mann nach Prauliai auf einen Bauernhof in der Rajongemeinde Jonava, wo Antanas Samuolis zu der Zeit lebte. Der Arzt von Samuolis riet ihm aufgrund seiner Tuberkulose-Erkrankung nahe von Pinien zu wohnen, bis er in Rehabilitation in die Schweiz ging, wo er 1942 starb. Samulevičienė arbeitete während des Zweiten Weltkriegs als Kürschnerin. In Prauliai lebte die Familie bis 1960. 1959 trat sie dem Klub der Volkskünstler bei und begann, ihre Werke über Litauen hinaus zu zeigen. Während der sowjetischen Besatzung Litauens schrieb Samulevičienė Kinderbücher und ein Theaterstück und schuf Pelzspielzeug aus Schafsfell. Sie stellte vor allem Spielzeuge her, die auch in ihren Kinderbüchern dargestellt wurden. Nachdem ihr Sohn Raimundas Samulevičius 1981 starb, gab sie unveröffentlichte Werke von ihm heraus.
Sie starb im Alter von 82 Jahren und wurde neben ihrem Sohn auf dem Petrašiūnai-Friedhof beigesetzt. 

## Werke
Über Samulevičienė wurde 1985 ein Dokumentarfilm namens „Königin des Lächelns“ (litauisch: Šypsenos karalienė) unter der Regie von R. Jankauskas gedreht.

### Kinderbücher
- Das Äffchen Čavi: Stücke für jüngere Kinder (1974)
- Kleine Monster („Padaužiukai“; 1976)
- Die Brüder Zwerge („Broliai nykštukai“; 1978)
- Die Zwerge machen Urlaub („Nykštukai atostogauja“; 1981)
- Zwergenfreunde („Padaužiukų bičiuliai“; 1984)

### Theaterstück
- Das Äffchen Čavi (1974)

### Herausgeberin von Werken von Raimundas Samulevičius
- Weißer Apfelbaum („Baltoji obelis“; 1985), ein Buch über Antanas Samuolis
- Sammlung von Theaterstücken „Hagebutten im Herbst“ („Erškėtrožės rudenį“; 1985)
- Raštai / Raimundas Samulevičius, 2 Bände
- Canalettos Scherz („Kanaleto pokštas“; 1987), Prosawerke, Kritiken und Essays[5]

### Ausstellungen
Ihre Arbeiten wurden in zahlreichen Städten Litauens gezeigt, wie Kaunas (1969, 1974), Vilnius (1973) und Jonava, wo 1984 eine Ausstellung mit 155 ihrer Werke stattfand. International stellte sie auch aus, darunter in Paris, London, Leipzig, Posen und Moskau.
Ihre Werke befinden sich im Besitz des M.K. Čiurlionis-Kunstmuseums, des Maironis-Museums und des Stadtmuseums Kaunas.

## Auszeichnungen
- 1935: Goldmedaille auf der Hauswirtschaftsausstellung in Kaunas und auf der litauischen Landwirtschaftsausstellung für ihre Pelzarbeiten[7]
- 1977: International Orden des Lächelns, der von Kindern an Erwachsene verliehen wird, weil sie anderen eine Freude bereiten

## Nachwirkung

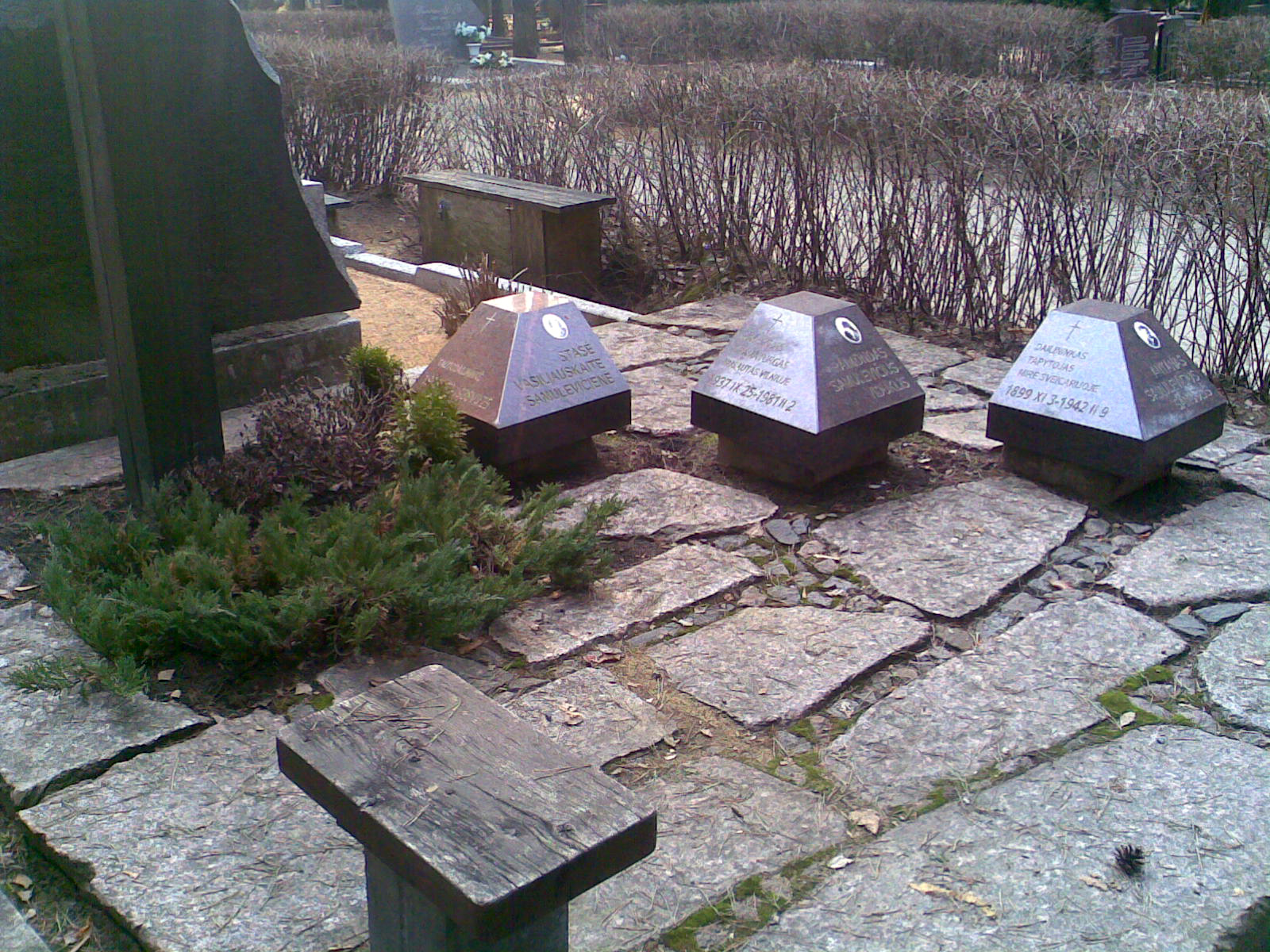
Grab von Stasė Samulevičienė, ihrem Mann und ihrem Sohn auf dem Petrašiūnai-Friedhof

Auf dem Familiengrab der auf dem Friedhof von Jonava wurde 1997 ein Denkmal des Bildhauers Juozas Šlivinskas errichtet.
In Prauliai, im ehemaligen Gehöft der Familie Samulevičius/Samulevičienė, wurde ein Gedenkmuseum eingerichtet, worin ihr Werk und das ihres Sohnes und ihres Mannes gewürdigt wird. Beim Besuch dort, können Kurse belegt werden, um traditionelle Spielzeuge herzustellen. 
Bei einer Ausstellung 2024 im M.K. Čiurlionis-Kunstmuseums über Antanas Samuolis, wurde ein Teil Stasė Samulevičienė gewidmet.